# Géza Nagy
Géza Nagy (Sátoraljaújhely, 13 agosto 1892 – Kaposvár, 13 agosto 1953) è stato uno scacchista ungherese.
Nel 1924 vinse il Campionato ungherese a Győr.
Nel 1926 si classificò 6º su 16 giocatori nel torneo internazionale di Budapest (vinto da Grünfeld e Monticelli).
Nagy partecipò con la nazionale ungherese a due olimpiadi degli scacchi:
- in seconda scacchiera alle olimpiadi di Londra 1927;
- in prima scacchiera alle olimpiadi di L'Aia 1928.

Vinse la medaglia d'oro di squadra in entrambe le olimpiadi.
Nel 1950 la FIDE gli attribuì il titolo di Maestro Internazionale.
Alcune sue partite:
- Mattisons–Nagy,  Debrecen 1925 (francese var. Winawer]
- Nagy–Przepiorka,  Debrecen 1925 (partita inglese)[3]
- Nagy–Réti,  Budapest 1926 (partita viennese)
- Nagy–Rubinstein,  Budapest 1926 (francese, var. di cambio]